# صقيع يوريمي
الصقيع اليوريمي (بالإنجليزية: Uremic frost)‏ هو وصف عامي لرواسب اليوريا المتبلورة التي يمكن العثور عليها على جلد المصابين بمرض الكلى المزمن. في حالات الفشل الكلوي المطول وما تلاه من تبول في الدم، يؤدي ارتفاع مستوى اليوريا في مجرى الدم إلى ارتفاع مستويات اليوريا التي تفرزها الغدد العرقية المفرزة كعنصر من مكونات العرق. عندما يتبخر الماء من الجلد، ينتج عنه تبلور ما تبقى من اليوريا.[بحاجة لمصدر]
هذه الحالة أكثر شيوعًا في بولينا الدم الشديد غير المعالج وترتبط بمستويات نيتروجين يوريا الدم في الدم> 200. لقد أصبح نادرًا في الأشخاص المصابين بمرض كلوي مزمن يتم التحكم فيه عن طريق غسيل الكلى طويل الأمد، مع انتشار يقدر بين 0.8 و 3 ٪.